# Medvědice (Třebenice)
Medvědice jsou vesnice, část města Třebenice v okrese Litoměřice. Nachází se asi 6,5 km na severozápad od Třebenic, při severovýchodním úpatí Lipské hory. V roce 2009 zde bylo evidováno 62 adres. V roce 2011 zde trvale žilo 104 obyvatel.
Medvědice je také název katastrálního území o rozloze 4,08 km².

## Název
Jméno vesnice je odvozeno přivlastňovací příponou z osobního jména Medvědík ve významu Medvědíkův dvůr. V historických pramenech se název objevuje ve tvarech: de Medwediz (1209), de Medeweditsch (1251), de Medewitz (1276), de Medwedycze (1327), Medwyedicz (1352), Nedwyedicz (1369), in Medwyedicz (1397), de Nedwiedicze (1420), in Medwyedicz (1427), v Nedvědíči (1522), Nedwedicž (1603), Nedwieticz (1787) a Nedweditsch nebo Nedwedič (1833).

## Historie
První písemná zmínka o vesnici pochází z roku 1209 a objevuje se v přídomku Martina z Medvědic, který je uveden jako svědek na falzu listiny vydané biskupem Danielem II. oseckému klášteru. Přestože se jedná o falzum, je pravděpodobné, že Medvědice existovaly již na konci dvanáctého století. I další zmínky se objevují jen v přídomcích. Listiny z let 1250 a 1251 uvádí přídomky Drslava a podruhé Drslava a Lva z Medvědic. V roce 1307 jsou takto připomínáni ještě bratři Protivec a Chotěbor z Vchynic a Medvědic.
Z roku 1352 pochází první zmínka o medvědickém kostele. Z rozdělení patronátního práva k němu vyplývá, že roku 1364 byla vesnice rozdělena mezi tři majitele. První díl patřil bratrům Václavovi a Buškovi z Čížkovic, druhý měl Prokop z Čížkovic a třetí bratři Ješek a Blahuta. Ješek s Blahutou žili ješte roku 1398. O několik let dříve jsou zmiňováni ještě Lacek Vchynický (1393) a Bohuslav Vchynický (1397). Bohuslav zemřel roku 1401 a jeho majetek získal panovník, který ho převedl na Bohuslavova bratra Smila z Vchynic.
Nejspíše v poslední čtvrtině čtrnáctého století byla postavena medvědická tvrz. První zmínka o ní pochází z roku 1404, kdy Janek z Vchynic obdaroval místní kostel svaté Kateřiny ročním platem jedné kopy a čtyř grošů a právy na dům s pozemky ve vsi Staré. V té době byla vesnice rozdělena na dva díly. Část s tvrzí patřila bratrům Janovi a Zikmundovi z Vchynic, zatímco druhou po Smilovi z Vchynic držel Smil Opárenský z Vchynic, který zemřel roku 1417. Janek z Vchynic zemřel dříve než Zikmund, protože v roce 1427 se v Medvědicích kromě Zikmunda uvádí ještě jeho druhý bratr Hynek, který byl poručníkem Jankových dětí. V roce 1439 žil jen Hynkův stejnojmenný syn a Zikmundovy dcery Anežka a Afra. Anežka se provdala za Václava z Račiněvsi, který před rokem 1465 získal spolu se svými syny Zikmundem a Janem druhý díl vesnice. Buď Zikmund, nebo Jan měl tři syny: Byčena, Kryštofa a Balcara, kteří si vesnici rozdělili na tři díly.
Balcar svůj díl přenechal Šebestiánovi z Veitmile, od kterého ji roku 1526 koupil Smil Vliněvský z Vliněvsi. Jeho syn Jindřich svou třetinu prodal Václavu Kaplíři ze Sulevic, který odkoupil i zbývající díly od Jana, Václava, Mikuláše, Jindřicha a Kryštofa z Račiněvsi. Václavův syn Bohuslav Kaplíř roku 1584 nebo 1586 vyměnil medvědické panství s Jiřím starším z Lobkovic za Doubravskou horu. Od něj je roku 1589 koupil Jiří Kamatér Kaplíř ze Sulevic, který Medvědice připojil k milešovskému panství. U něj, až na krátké období v letech 1669–1672, kdy patřila Evě Lidmile Chřepické, rozené Kaplířové ze Sulevic, vesnice už zůstala.
Od zavedení obecního zřízení v polovině 19. století byly Medvědice samostatnou obcí. Dne 1. ledna 1985 se staly částí Třebenic.

## Obyvatelstvo
|                                                                                       | 1869 | 1880 | 1890 | 1900 | 1910 | 1921 | 1930 | 1950 | 1961 | 1970 | 1980 | 1991 | 2001 | 2011 |
| ------------------------------------------------------------------------------------- | ---- | ---- | ---- | ---- | ---- | ---- | ---- | ---- | ---- | ---- | ---- | ---- | ---- | ---- |
| Obyvatelé                                                                             | 389  | 435  | 390  | 377  | 393  | 385  | 367  | 194  | 171  | 144  | 122  | 107  | 102  | 104  |
| Domy                                                                                  | 79   | 78   | 80   | 79   | 83   | 83   | 77   | 58   | 101  | 39   | 39   | 43   | 55   | 56   |
| Počet domů v roce 1961 zahrnuje domy místních částí Kocourov, Lhota, Lipá a Mrsklesy. |      |      |      |      |      |      |      |      |      |      |      |      |      |      |

## Pamětihodnosti
- Kostel svaté Kateřiny
- Částečně dochovaná medvědická tvrz z konce čtrnáctého století[10] stojí v areálu hospodářského dvora. Dochoval se z ní sklep, nad kterým byla později postavena vila.[15]